# Agencia de noticias Pajhwok
Agencia de noticias Pajhwok (en pastún: پژواک خبري اژانس‎ en persa: آژانس خبرى پژواک‎) Es la agencia de noticias independiente más grande de Afganistán. Con sede en Kabul, cuenta con ocho oficinas regionales y una red nacional de reporteros y corresponsales, Pajhwok entrega una producción diaria promedio de tres docenas de historias en inglés, Pashto y Dari (estos últimos son los idiomas más hablados en Afganistán). Pajhwok también proporciona fotografías, secuencias de video y clips de audio a agencias internacionales de cable, televisores y estaciones de radio.
Propiedad y operado en su totalidad por afganos, Pajhwok afirma no tener afiliaciones políticas. Su fundador y director es Danish Karokhel. Pajhwok es una palabra en pastún que significa reflexión o eco en ambos idiomas pastún y dari.

## Servicios
Pajhwok proporciona noticias y características de última hora, especialmente sobre temas como elecciones, seguridad, salud, Reconstrucción económica, desarrollo económico y asuntos sociales y gubernamentales, a través de varios servicios basados en suscripción:
- Cable Pajhwok Noticias
- Pajhwok servicio fotográfico
- Pajhwok Servicios de audio y video
- Sitio web Pajhwok
- Noticias por correo electrónico

## Premios internacionales
- El director de la agencia, Danish Karokhel, ganó en 2008 el Premio Internacional de Libertad de Prensa.[2]